# WA61

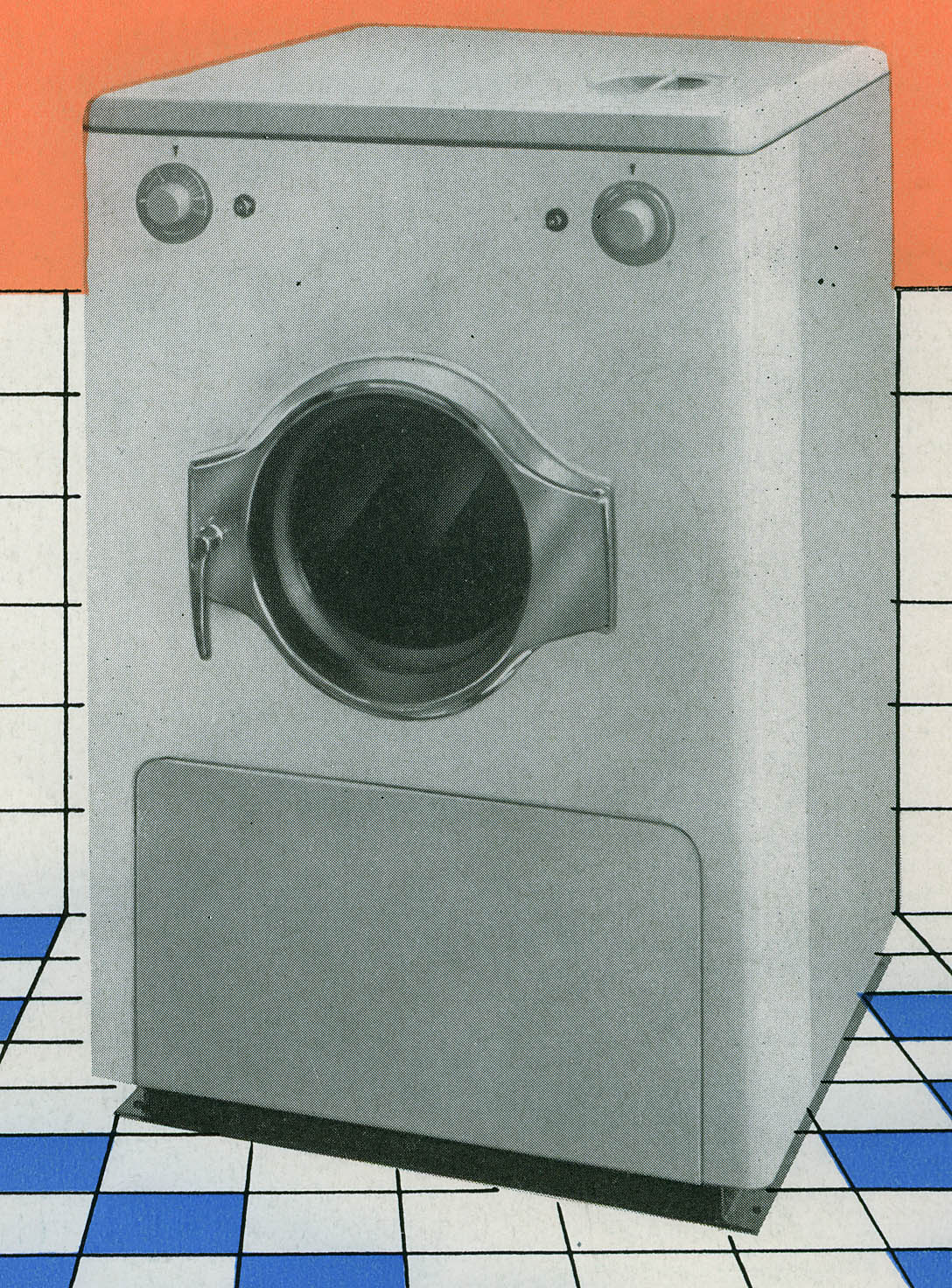
Waschvollautomat WA61

Der Waschvollautomat WA61 ist eine Waschmaschine, die in der DDR im VEB Waschgerätewerk Schwarzenberg von 1961 bis 1973 produziert wurde. Die Gesamtzahl der produzierten WA61 beträgt ca. 37900. Haupteinsatzgebiet des WA61 waren die Waschannahmecenter in den Komplexannahmestellen, welche das VEB Dienstleistungskombinat in der gesamten DDR betrieben hat.

## Wirkprinzip des WA61
Der WA61 ist ein Waschvollautomat nach dem Trommelprinzip mit Bodenbefestigung in Frontladerausführung. Der WA61 integriert alle für das Wäschewaschen notwendigen Arbeitsgänge – Vorwaschen, Klarwaschen, Spülen und Schleudern – in einem Gerät. Ein Umpacken der Wäsche zum Entwässern in eine separate Wäscheschleuder ist beim WA61 nicht mehr notwendig. Die einzelnen Arbeitsgänge laufen nach einem gewählten Waschprogramm vollautomatisch und unterbrechungsfrei ab (ggf. manuelle Zugabe des Waschmittels für den Klarwaschgang notwendig).
Im Schleudergang wird die horizontal liegende Trommel mit ca. 350 min−1. angetrieben. Bei unsymmetrischer Verteilung der Wäsche in der Trommel führt dies zu teilweise beträchtlichen Unwuchtkräften. Zur Ableitung dieser Kräfte muss der WA61 mit Steinschrauben am Boden befestigt werden, um ein Wandern oder Kippen des Gerätes sicher zu verhindern. Ein integriertes Schwingungssystem, wie bei modernen, freistehenden Waschvollautomaten üblich, ist beim WA61 noch nicht vorhanden. Schleuderdrehzahlen über 350 min−1 sind daher bei diesem Gerät nicht möglich.
Der WA61 arbeitet nach dem Zwei-Laugenverfahren. Dabei wird für die Vorwäsche und Hauptwäsche je eine gesonderte Waschflotte verwendet.

## Baugruppen des WA61

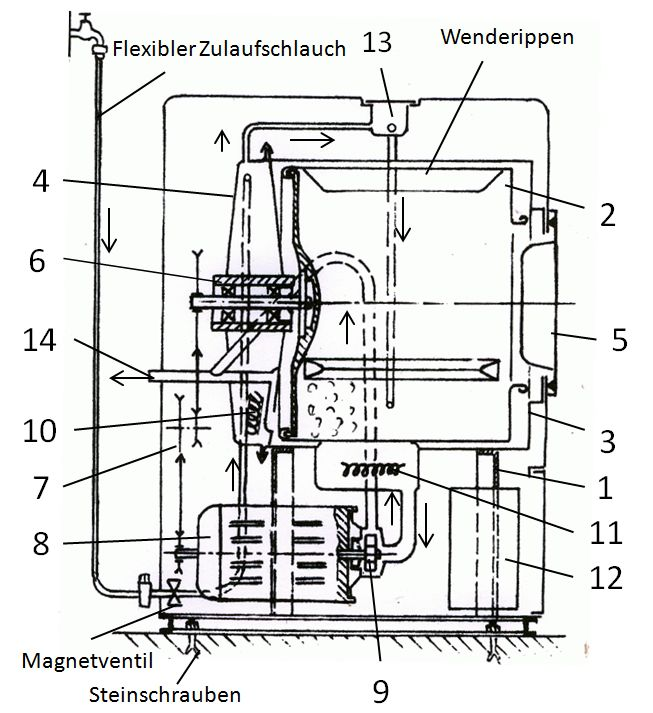
Schnittzeichnung WA61

Auf einem Gestell (1) wird die komplette Behälterbaugruppe mit Waschtrommel (2), Waschbehälter (3) und Vorwärmbehälter (4) befestigt. Die Wäscheeinfüllöffnung ist mit einem Bullauge (5) verschlossen. Die Lagerung (6) für die Waschtrommel ist im Vorwärmbehälter befestigt. Der Trommelantrieb erfolgt über einen Keilriementrieb (7) mit einem polumschaltbaren Motor (8). Die Laugenpumpe (9) ist an die Welle des Motors gekoppelt. Beim Waschen besitzt die Laugenpumpe wegen der geringen Waschdrehzahl (50 min−1) keine Förderleistung. Erst bei der deutlich höheren Schleuderdrehzahl (350 min−1) fördert die Laugenpumpe die Flotte aus dem Behälter. Im Vorwärmbehälter (ca. 20 Liter) befindet sich eine 2-kW-Elektroheizung (10). Sie liefert heißes Wasser für den ersten Spülgang. Zur Erwärmung der Waschlauge im Waschbehälter ist eine Elektroheizung (11) mit 4 kW vorgesehen. Die Steuerung der Waschprogramme erfolgt mittels elektromechanischem Programmlaufwerk und Thermostat. Im Schaltgerätekasten (12) sind die weiteren elektrischen Baugruppen, wie Schaltschütze für die Heizungen, Umsteuerrelais zum Drehrichtungswechsel des Antriebs untergebracht.
 

## Waschen mit dem WA61
- Programmwahl durch den Anwender über die beiden Einstellköpfe. Mit dem linken wird der Programmablauf gestartet und mit dem rechten wird die Temperatur für die jeweilige Wäscheart gewählt. Das Programmlaufwerk ist lediglich für ein Programm ausgelegt. Durch Zuordnung der Temperaturen können jedoch drei verschiedene Wäschearten gewaschen werden (Feinwäsche, Buntwäsche, Kochwäsche).
- Freigabe des Frischwasserzulaufs in den Vorwärmbehälter (4). Ist dieser befüllt, wird bei weiterem Wasserzulauf das Waschmittel aus dem Waschmittelbehälter (13) in den Waschbehälter (3) gespült. Ein Niveauregler und das Magnetventil begrenzen die Wassermenge im Waschbehälter.
- Vorwaschgang für ca. 15 min

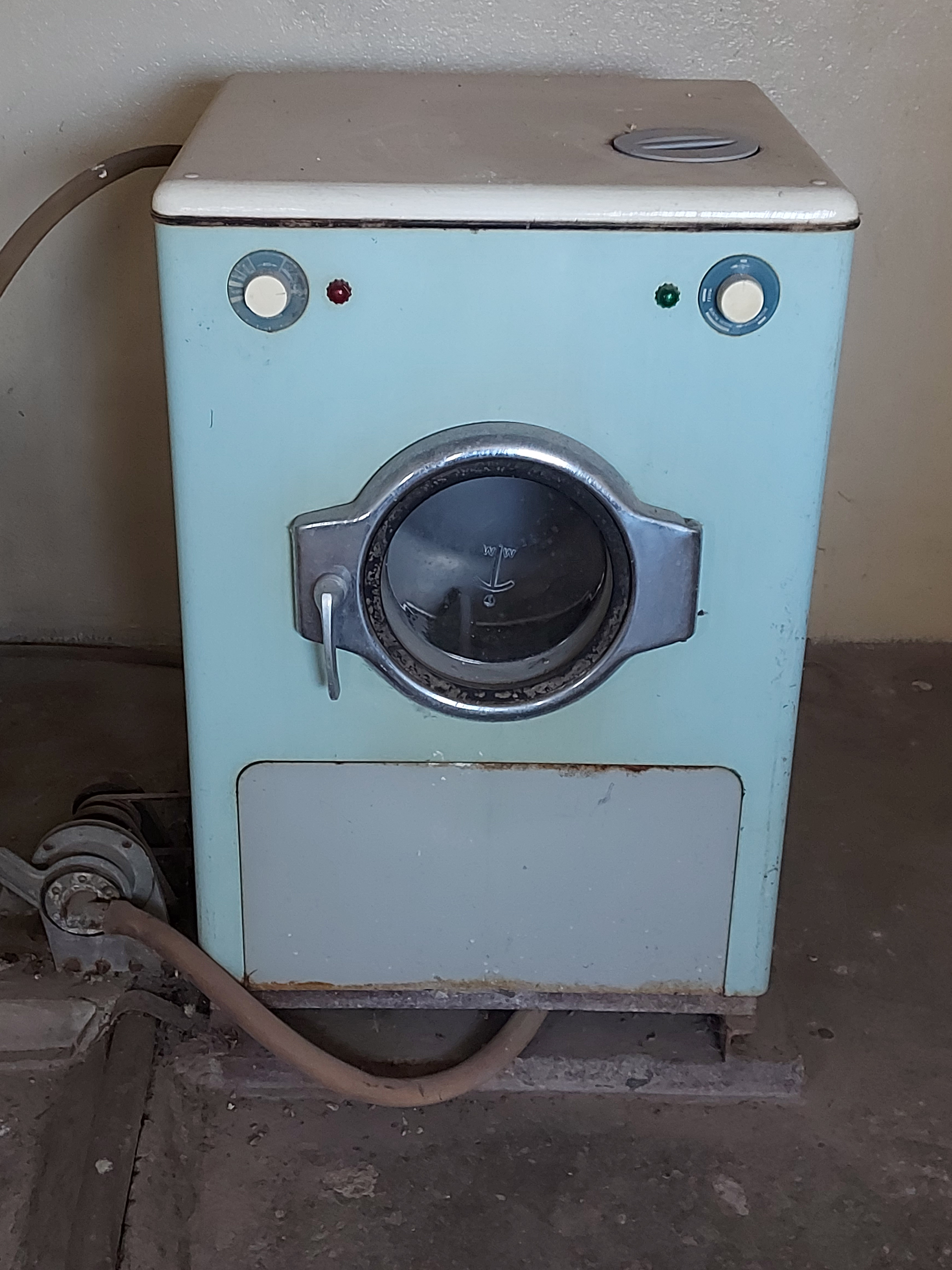

- Zwischenschleudern und Abpumpen der Vorwaschflotte (ca. 2 min)
- Manuelle Zugabe des Waschmittels durch den Anwender in den Waschmittelbehälter für die Klarwäsche (wurde durch akustisches Signal angezeigt)
- Wasserzulauf für die Klarwäsche (bei 90 °C ca. 40 min)
- Zwischenschleudern und Abpumpen der Klarwaschflotte (ca. 2 min)
- Wasserzulauf für das Heißspülen. Das kalte Wasser aus der Wasserleitung drückt das heiße Wasser aus dem Vorwärmbehälter in den Waschbehälter. Der Vorwärmbehälter ist danach wieder mit kaltem Wasser gefüllt.
- Heißspülen (ca. 5 min)
- Zwischenschleudern und Abpumpen der heißen Spülflotte (ca. 2 min)
- Wasserzulauf für das Überlaufspülen. Wasser wird dem Waschbehälter bzw. der Trommel (2) ständig zugeführt und fließt aus dem Abflussrohr (14) in die Kanalisation (ca. 6 min).

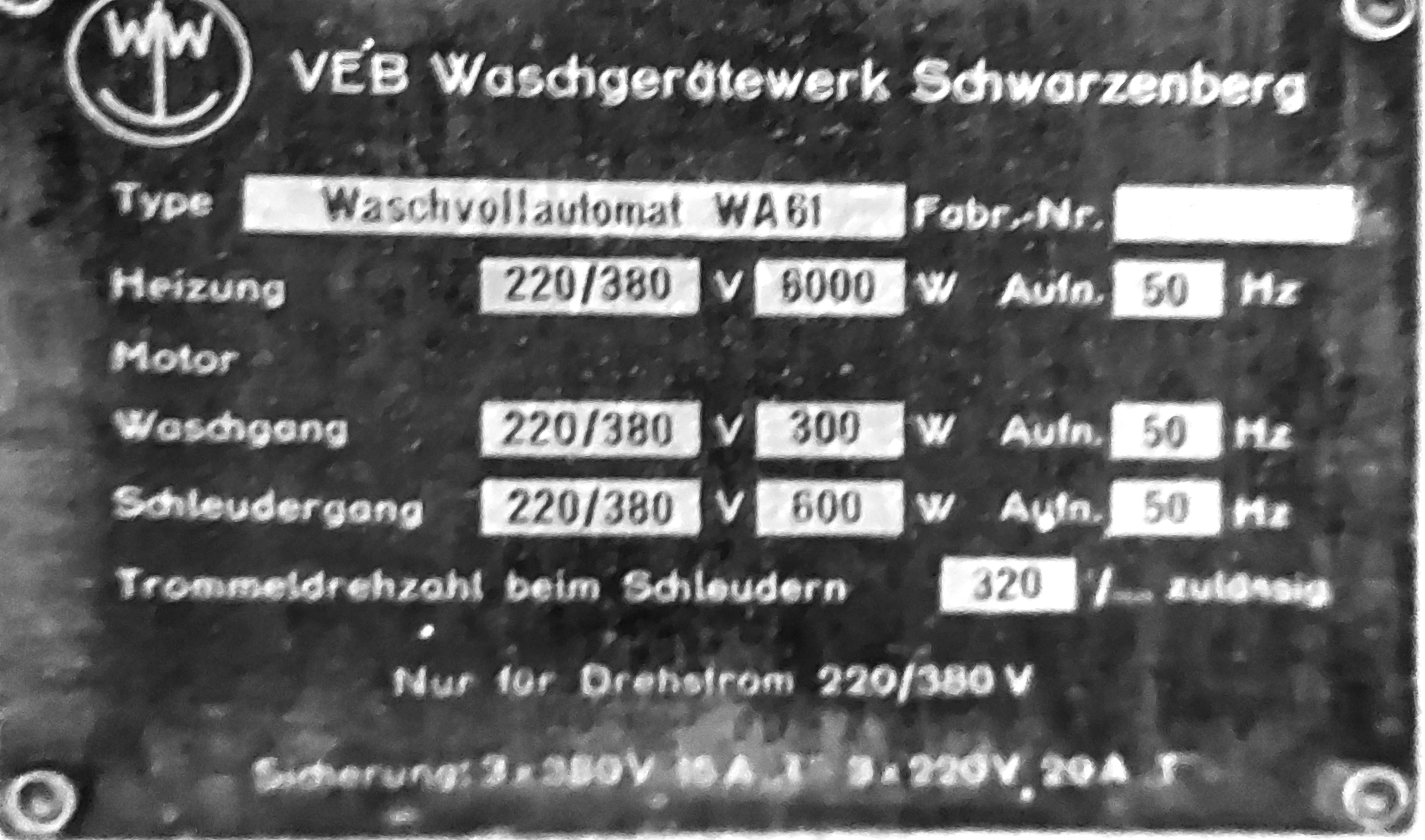

- Endschleudern mit Abpumpen (ca. 7 min).

## Technische Daten
| Fassungsvermögen              | 4 kg trockene Wäsche, Füllverhältnis 1:13                                            |
| Flotte für Klarwaschen        | 25 Liter, Flottenverhältnis 1:6                                                      |
| Waschtrommeldrehzahl          | 50 min−1 (Waschen), 350 min−1 (Schleudern)                                           |
| Stromanschluss                | Kraftstrom, umschaltbar 380/220 V, Anschlußwert 6,1 kW                               |
| Wasseranschluss               | Zufluss über flexible Schlauchleitung, Abfluss über Festanschluss, Durchmesser 50 mm |
| Heizung                       | elektrisch, 6 kW                                                                     |
| Abmessungen (H × B × T in cm) | 95 × 65 × 60                                                                         |
| Gesamtgewicht                 | 140 kg                                                                               |
| Stromverbrauch                | 5,5 kWh bei Kochwäsche                                                               |
| Wasserverbrauch               | 110 l bei Kochwäsche                                                                 |
| Preis                         | ca. 2000 Mark (DDR)                                                                  |

## Geschichte

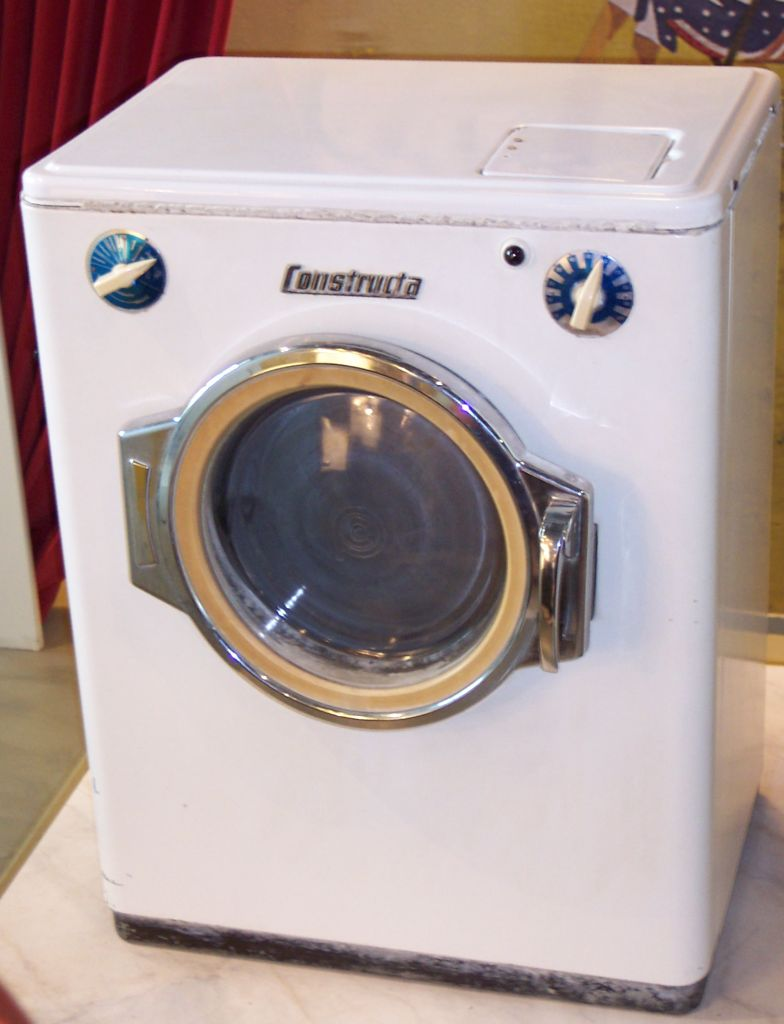
Einer der ersten Waschvollautomaten der Fa. Constructa

Den ersten frontbeschickten Waschvollautomaten konstruierten 1937 Techniker der Firma Bendix in den USA. Er besaß bereits eine waagerecht liegende Trommel mit Außenbehälter (Doppeltrommelprinzip). Die Einfüllöffnung für die Wäsche wurde mit einem Bullauge verschlossen. Der Ablauf bis zum Endschleudern der Wäsche erfolgte automatisch. Diese Konstruktion bildet noch heute das Grundprinzip aller frontbeschickten Waschvollautomaten.
In der BRD entwickelte 1950 der Maschinenbauingenieur Peter Pfenningsberg den ersten Waschvollautomaten mit der Typbezeichnung „Constructa“. Er basierte ebenfalls auf dem oben beschriebenen Prinzip. Zur Ableitung der Unwuchtkräfte war auch bei diesem Gerät eine Bodenbefestigung notwendig. Es war aber mit Einschränkungen schon im Haushalt einsetzbar. 1954 wurden davon 3900 Stück produziert. Der Verkaufspreis lag bei 2280 DM.
1961 lag in der DDR die Ausstattung der Haushalte mit Waschmaschinen, die nach 1945 gebaut wurden, bei ca. 5 %. Meist waren einfache Waschmaschinen nach dem Wellenrad- oder Trommelprinzip vorhanden. Mit dem WA61 wurde der erste Waschvollautomat in der DDR eingeführt. Wegen des hohen Preises, des Gewichts und der notwendigen belastbaren Bodenbefestigung waren zunächst Waschsalons Hauptabnehmer des Geräts. Insbesondere für die Bevölkerung ist den Großstädten war es eine große Erleichterung, gerade Bett- oder Tischwäsche mit dem WA61 in Waschsalons automatisch waschen zu können.